# Juan Falconi de Bustamante
Fray Juan Falconi de Bustamante (Fiñana, Abril 1596-Madrid, 31 de mayo de 1638). Fue un escritor religioso de carácter místico, teólogo y asceta almeriense.

## Vida y obra
Comulgó en la ciudad de Granada a los seis años, donde recibió la preparación de manos de un sacerdote jesuita. Ingresó en la Orden de la Merced en 1611 en Madrid, según algunos autores en el Convento de los Calzados, según otros en el Convento Grande de los Remedios (en el que también tomaron librea Lope de Vega o Tirso de Molina).
Estudió artes en el monasterio de los Mercedarios de Burceña (Vizcaya) y teología en la Universidad de Salamanca, materias que más tarde impartiría en los colegios mercedarios de Segovia y Alcalá de Henares.
Si bien fue muy elogiado como enseñante, sus superiores mercedarios le encargaron tareas de apostolado, como la confesión, la predicación y la dirección espiritual, que ejercería en los diferentes estratos de la sociedad de Madrid, destacando como consejero religioso en las cortes de Felipe III y sobre todo de Felipe IV. En este ámbito, recomendó prácticas como la confesión y comunión frecuente y la meditación, centrándose en general en la preparación del alma para la vida ultraterrena.
En vida publicó únicamente su obra más temprana, Cartilla para saber leer en Cristo (1635). El resto nos llega en forma manuscrita (Camino derecho para el cielo o su Defensa ante la Inquisición del Comendador F. Pedro Franco de Guzmán), en parte en impresiones aparecidas tras su fallecimiento.
Poco después de tener lugar este, se puso en marcha su proceso de beatificación, durante el cual varias personalidades, entre ellas Aldonza de Castilla, loaron su figura. Estos testimonios, no obstante, no surtieron efecto, pues existían objeciones por parte de la Iglesia contra "su énfasis sobre la pasividad de rezo contemplativo y la importancia del acto de fe, con poco o ningún respeto para otras virtudes"; objeciones que se le hicieron incluso en vida.

## Influencia posterior
No obstante, sus obras continuaron editándose durante el resto del siglo XVII y algunas no verían la luz hasta el siglo XVIII, como es el caso de Camino derecho para el cielo, aparecida en por primera vez en 1783.
Se dio el caso de que, por ejemplo, el escolástico y jesuita aragonés Miguel de Molinos (1659-1693) publicó muchas de sus obras, no sólo citando profusamente su pensamiento, sino plagiándolo en ciertas ocasiones. Alrededor de 1687, es condenado a cadena perpetua por el Santo Oficio acusado de herejía, muriendo en la cárcel en 1696. Las investigaciones sobre su obra concluyeron que Molinos se había inspirado en el pensamiento de Falconi y, por tanto, también arremetieron contra la obra de éste, lo que causó gran escándalo en Italia, Alemania e Inglaterra. De este modo, se podría considerar a Falconi de Bustamante un antecesor del quietismo de Molinos, doctrina que propugna la paz, quietud y pasividad del alma como camino más corto hasta Dios, postulado curiosamente cercano a las doctrinas budistas de Oriente.
La traducción al italiano de Cartilla para saber leer en Cristo (1635) y Cartilla segunda para leer en Cristo (1651) y dos de sus cartas de dirección espiritual fueron incluidas en el Índice de Libros Prohibidos de la Iglesia en 1688.
En cualquier caso, su labor como consejero espiritual en la corte de los Austrias fue, como se ha dicho antes, muy destacada, llegando a afirmarse que la propia reina Isabel de Borbón, esposa de Felipe IV, no se separaba jamás de sus cartillas.

## Obra
- Cartilla para saber leer en Cristo (1635)
- Cartilla segunda para leer en Cristo (1651)
- La Vida de Dios  (Carta a una hija suya de confesión, epístola de carácter privado, escrita el 23 de julio de 1628, que vio la luz con este título añadido por los editores en 1656)
- El Sacro Monumento (1657)
- Obras espirituales (1660)
- El pan nuestro de cada día sobre la comunión (1661) (Considerada por algunos como su obra principal)
- Preparación de la misa.
- Camino derecho para el cielo.
- Cómo se han de encaminar todas las acciones a Dios (desaparecido).
- Defensa ante la Inquisición del Comendador F. Pedro Franco de Guzmán.